# 小川類
小川 類（おがわ るい）は、日本の作曲家、サウンドアーティストである。

## 略歴
日本大学芸術学部・大学院芸術学研究科修了。修了時に湯川制賞を受賞。CM、アニメソング、J-POP、映画音楽、現代音楽、エレクトロニカなど多領域で活動している。ブールジュ国際電子音楽祭(仏)、ロゴス・ファンデーション・オーディオ・ビジュアルコンサート(ベルギー)、ISCM世界音楽の日々2011(ザグレブ)、ACLアジア音楽祭2013(シンガポール)、2014(横浜・東京) など、国内外で作品を発表している。全音楽譜出版社より編曲楽譜集を多数出版。2006年綿村松輝、河合孝治とOpus medium Projectを結成。作曲家集団アルビレオ会員。立命館大学グローバル・イノベーション研究機構客員教授、日本大学芸術学部音楽学科非常勤講師。